# فرسنايلو دي لاس دوينياس
بلدية فرسنايلو دي لاس دوينياس (بالإسبانية: Fresnillo de las Dueñas)‏, هي إحدى بلديات مقاطعة برغش, التي تقع في منطقة قشتالة وليون, والتي تقع في شمال غرب إسبانيا.
يبلغ عدد سكانها 315 نسمة وفقاً لإحصائية سنة (2002).